# 田戎
田戎（？—36年），豫州汝南郡西平县人，新朝末东汉初武将。義兄（妻兄）辛臣，義父秦丰，義兄弟延岑。

## 生平
以南郡夷陵为根据地的新末後漢初群雄之一，後来成为蜀地成家皇帝公孫述的部将。最初，与同乡陳義共赴夷陵聚集群盗。更始元年（23年），田戎、陳義攻陷夷陵，田戎自称扫地大将軍，陳義自称黎丘大将軍。田戎攻略各郡县，軍勢达数万人，再自称周成王。
建武三年（27年）7月，漢征南大将軍岑彭包围楚黎王秦丰的南郡邔县黎丘乡，田戎妻兄辛臣劝諌当时公孫述、彭寵、張步、董宪占据地广，东汉洛阳巴掌大的土地，不如静观其变。但田戎決意降漢。翌年（建武四年，28年）春，田戎命辛臣留守夷陵，向黎丘准备降漢。不料辛臣变心，盗田戎财宝逃出夷陵先一步降漢，致書田戎劝他降汉。田戎怀疑辛臣出卖他，最终没有降漢，而是投靠了秦丰。秦丰招延岑、田戎做了女婿。
田戎被岑彭打敗，部将伍公降漢，田戎撤退回夷陵。翌年（建武五年，29年），秦丰弱化，岑彭率南征軍主力向田戎攻击。同年3月，田戎被岑彭在南郡江陵县津乡打敗。岑彭攻克夷陵，追擊田戎到南郡秭归。最后，田戎数十騎奔蜀，他的妻子和数万軍勢都被漢軍俘获。秦丰于同年6月滅亡。
田戎与延岑共降成家皇帝公孫述，封翼江王。建武六年（30年），公孫述的騎馬都尉荊邯上奏请以延岑、田戎分别北向、东向進擊东汉。大臣谏止，公孫述对延岑、田戎也有猜疑心，攻漢计划停止。公孫述命田戎与将軍任满共出江关（南郡巫县白帝城对岸），攻擊南郡臨沮、夷陵，召集旧部下攻略荊州諸郡。但还是以失敗告終。
建武九年（33年）3月，公孫述命田戎与大司徒任满、南郡太守程汎共出江关，擊破漢威虜将軍馮駿，攻略南郡的巫、夷陵、夷道等县。之後，田戎守備南郡夷陵县的荊門山、虎牙山。建武11年（35年）閏月，岑彭在荊門山迎擊，任满被部下所殺，程汎被生擒，田戎敗走江关。馮駿追擊包围江关，建武十二年（36年）7月，江关陷落，田戎被处死。

## 注
1. ↑  《後漢書》岑彭传注《襄陽耆旧記》，田戎自称周成王、陳義自称臨江王。陳義其後的事跡在史書中不见記載。
2. ↑  《後漢書》岑彭传注《東观漢記》，当时田戎以龟甲占卜，出凶兆，所以没有降汉。
3. ↑  《後漢書》岑彭传原文为江州（巴郡），校勘記修正为江关。